# آگنش کلتی
آگنِش کلتی (۹ ژانویهٔ ۱۹۲۱ – ۲ ژانویهٔ ۲۰۲۵) ورزشکار زن رشتهٔ ژیمناستیک اهل کشور مجارستان بود. او مربی هنری مجارستانی و اسرائیلی بود که چندین مدال المپیک را کسب کرد. او مسن‌ترین قهرمان و دارنده مدال المپیک بود که در ۹ ژانویه ۲۰۲۱ به ۱۰۰ سالگی رسید. او در حالی که به عنوان نماینده مجارستان در بازی‌های المپیک تابستانی حضور داشت، در بین سال‌های ۱۹۵۲ تا ۱۹۵۶ میلادی در مسابقات بازی‌های المپیک تابستانی در مجموع ۱۰ مدال، شامل ۵ مدال طلا و ۳ نقره و ۲ برنز را کسب کرد. این مدال‌ها باعث شد تا یکی از موفق‌ترین ورزشکاران یهودی المپیک تمام دوران باشد. کلتی بیش از هر فرد دیگری با تابعیت اسرائیلی مدال المپیک و بیش از هر یهودی دیگری به جز مارک اسپیتز مدال المپیک به دست آورد. او موفق‌ترین ورزشکار در بازی‌های المپیک تابستانی ۱۹۵۶ بود.
آگنش در ۲ ژانویهٔ ۲۰۲۵، در سن ۱۰۳ سالگی در بوداپست درگذشت.